# Väderöarna
De Väderöarna (letterlijk: Weereilanden) is een eilandengroep in de gemeente Tanum in de Zweedse provincie Västra Götalands län. De archipel ligt aan de westkust van Zweden in het Kattegat. Ze bestaat uit honderden rotseilandjes. De eilandengroep ligt ongeveer 13 km ten westen van Fjällbacka en Hamburgsund. De archipel is gescheiden van het vasteland door het Väderöfjord.

## Eilanden
De archipel omvat vele eilanden, waaronder:
- Glueskar
- Väderöbod met vuurtoren